# Eucyrtops latior
Eucyrtops latior là một loài nhện trong họ Idiopidae.
Loài này thuộc chi Eucyrtops. Eucyrtops latior được Octavius Pickard-Cambridge miêu tả năm 1877.